# (7665) Putignano
(7665) Putignano ist ein Asteroid des äußeren Hauptgürtels, der am 11. Oktober 1994 vom italienischen Astronomen Vincenzo Silvano Casulli an der Sternwarte von Colleverde di Guidonia (IAU-Code 596) in Italien entdeckt wurde.
Der Asteroid wurde am 26. Juli 2000 nach der süditalienischen Gemeinde Putignano etwa 50 Kilometer südöstlich von Bari in Apulien benannt, die stark durch die griechische Kultur beeinflusst war.
Der Himmelskörper ist Mitglied der Koronis-Familie, einer Gruppe von Asteroiden, die nach (158) Koronis benannt ist.